# Ardnajauratj
Ardnajauratj är en sjö i Arjeplogs kommun i Lappland och ingår i Piteälvens huvudavrinningsområde. Sjön har en area på 0,14 kvadratkilometer och ligger 813 meter över havet.

## Delavrinningsområde
Ardnajauratj ingår i det delavrinningsområde (739871-156221) som SMHI kallar för Utloppet av Ardnajauratj. Medelhöjden är 991 meter över havet och ytan är 17,73 kvadratkilometer. Det finns inga avrinningsområden uppströms utan avrinningsområdet är högsta punkten. Tjäura som avvattnar avrinningsområdet har biflödesordning 2, vilket innebär att vattnet flödar genom totalt 2 vattendrag innan det når havet efter 288 kilometer. Avrinningsområdet består mestadels av kalfjäll (98 procent). Avrinningsområdet har 0,3 kvadratkilometer vattenytor vilket ger det en sjöprocent på 1,7 procent.